# سيرغي بيترنكو
سيرغي بيترنكو (بالروسية: Петренко, Сергей Анатольевич)‏ (7 يوليو 1955 في روسيا - ) هو مدرب كرة قدم ومدرب رياضي ولاعب كرة قدم روسي (وحمل سابقاً جنسية الاتحاد السوفيتي) في مركز الوسط. لعب مع توربيدو موسكو.

## وصلات خارجية
- سيرغي بيترنكو على موقع قاعدة بيانات كرة القدم.إي يو (الإنجليزية)
- سيرغي بيترنكو على موقع عالم كرة القدم.نت (الإنجليزية)